# Station Westenhanger
Westenhanger is een spoorwegstation van National Rail in Westenhanger, Shepway in Engeland. Het station is eigendom van Network Rail en wordt beheerd door Southeastern. Het station is geopend in 1844.